# Hans Schurff
Hans Schurff (auch Hans Schürpf) (* 1415 in St. Gallen; † 1480 ebenda) war ein Bürgermeister von St. Gallen (Schweiz).

## Leben
Hans Schurff stammte aus einer traditionsreichen Bürgermeisterfamilie. Sein Vater war der St. Galler Bürgermeister Hans Schurff.
Er gehörte der Weberzunft an und war von 1448 bis 1456 Elfer sowie von 1456 bis 1459 Zunftmeister.
Von 1463 bis 1471 übte er im Dreijahresturnus gemeinsam mit Georg Gmünder und Othmar Schlaipfer und von 1475 bis 1480 gemeinsam mit Ludwig Vogelweider und Georg Gmünder die Ämter des Amtsbürgermeisters, Altbürgermeisters und des Reichsvogts aus, dazwischen war er von 1471 bis 1475 im Rat als Ratsherr vertreten.
1461 war er, während der Schweizer Habsburgerkriege, am Friedensschluss von Konstanz am 1. Juni 1461, in dem sieben eidgenössische Orte mit Erzherzog Albrecht VI. und Siegmund von Habsburg verhandelten, beteiligt. Siegmund von Habsburg musste hierbei den erweiterten Besitzstand der Eidgenossen für fünfzehn Jahre anerkennen.
Hans Schurff war verheiratet. Von seinen Kindern ist namentlich bekannt:
- Johannes Schurff,[3] im Winter 1474 wurde er an der Universität Basel als «Johannes Schirff de Sancto Gallo» eingeschrieben, 1477 erlangte er in Tübingen den magister artium, Weihnachten 1496 wurde er als magister artium tubingensis in die Basler Artistenfakultät aufgenommen. Ab 1481 versah er das Amt des Schulmeisters an der Lateinschule in St. Gallen, an der er auch den Reformator der Stadt St. Gallen, Joachim Vadian, unterrichtete. Am 3. November 1498 promovierte er in Thüringen als Doktor der Medizin und wirkte als Arzt bis 1503 in St. Gallen und ab 1503 in Biberach. Seine Söhne waren Hieronymus, der als Rechtsberater Martin Luther 1521 auf dem Wormser Reichstag beriet, und Augustin Schurff, der unter anderem auch Martin Luther als Arzt behandelte.

## Mitgliedschaften
Hans Schurff war Mitglied der Gesellschaft zum Notenstein.